# Giacomo Filippo Nini
Giacomo Filippo Nini (ur. w 1629 w Sienie, zm. 11 sierpnia 1680 w Rzymie) – włoski kardynał.

## Życiorys
Urodził się w 1629 roku w Sienie. Studiował w Rzymie, a w latach 1664–1666 był prefektem Pałacu Apostolskiego. 14 stycznia 1664 roku został kreowany kardynałem in pectore. 28 kwietnia został wybrany tytularnym arcybiskupem Koryntu. Jego nominacja na kardynała prezbitera została ogłoszona na konsystorzu 15 lutego 1666 roku i nadano mu kościół tytularny Santa Maria della Pace. W okresie 1679–1680 pełnił funkcję kamerlinga Kolegium Kardynałów. Zmarł 11 sierpnia 1680 roku w Rzymie.